# Зубаков, Сергей Михайлович
Сергей Михайлович Зубаков (12 октября 1919, Вологодская область, РСФСР — 20 июня 1975, Алма-Ата, КазССР, СССР) — советский учёный, доктор технических наук (1967), профессор (1970), член-корреспондент Академии наук КазССР (1972), заслуженный деятель Казахстана (1974).

## Биография
В 1947 году окончил Ленинградский технологический институт, а в 1951 году — там же аспирантуру (1951).
В 1952—1958 годах старший научный сотрудник, заместитель директора, директор Института стройматериалов и огнеупоров АН КазССР.
В 1959—1975 годах заведующий лабораторией Института металлургии и обогащения той же академии. Руководил работами по изучению Кемпирсайских хромитов, разработал физико-химические основы производства огнеупоров периклазохромитоного состава, которые внедрены на Карагандинском металлургическом комбинате, и скоростную технологию изготовления и ремонта подин сталеплавильных печей.
Во второй половине 1960-х годов защитил докторскую диссертацию на тему «О вещественном составе кемпирсайских хромитовых руд и физико-химических превращениях при производстве и службе хромомагнезитовых огнеупоров в металлургических печах».
Награждён орденом «Знак Почёта».
Сочинения: «Служба огнеупоров в мартеновских печах». — А., 1967.
Скончался 20 июня 1975 года, похоронен на Центральном кладбище Алматы.